# Lac Kanyaboli
Le lac Kanyaboli (parfois écrit, à tort, Kenyaboli) est alimenté par les rivières Yala et Rapudo et séparé, tout comme les plus petits lacs Namboyo et Sare, du lac Victoria par les marécages formés dans l'embouchure de la rivière Yala sur une vingtaine de km.

## Intérêts

### Intérêt écologique
Son niveau est situé quelques mètres plus haut que celui de son gigantesque voisin et une épaisse frange de Cyperus papyrus l'entoure.
L'existence du marais de Yala a protégé les espèces animales aquatiques endémiques de cichlidés comme l'Oreochromis esculentus et l'Oreochromis variabilis de la voracité des perches du Nil introduites dans le lac Victoria par les Britanniques dans les années 1950.

### Intérêt scientifique
À la suite de l'introduction, dans le lac, d'Oreochromis niloticus et d'Oreochromis leucostictus, les scientifiques ont remarqué que les caractères morphologiques des populations d'O. niloticus et d'O. variabilis sont en passe de se chevaucher créant une espèce hybride ayant subi des mutations génétiques et mettant en danger O. variabilis.

## Occupation humaine
L'habitat humain, occupé par des Luo, sur les rives est concentré dans trois hameaux :
- Yala-Uranga au nord-ouest à l'exutoire de la rivière Rapudo;
- Gangu au nord-est à l'embouchure de la rivière Rapudo;
- Kadenge au sud.

## Techniques de pêche
La technique la plus utilisée par les pêcheurs locaux est celle du filet maillant de fond avec des mailles de 2,5 à 5 cm. D'autres utilisent une ou plusieurs longues cannes à pêche depuis la rive ou une barque. Une troisième technique, utilisée dans la partie ouest, plus profonde, est celle de la senne.